# Бутиљера д'Асти
Бутиљера д'Асти (итал. Buttigliera d'Asti) је насеље у Италији у округу Асти, региону Пијемонт.
Према процени из 2011. у насељу је живело 1677 становника. Насеље се налази на надморској висини од 296 м.

## Становништво
| 1936. | 1951. | 1961. | 1971. | 1981. | 1991. | 2001. | 2011. |
| ----- | ----- | ----- | ----- | ----- | ----- | ----- | ----- |
| 2.097 | 1.877 | 1.678 | 1.698 | 1.857 | 1.954 | 1.996 | 2.552 |